# Associació Obrera de Concerts
L'Associació Obrera de Concerts va ser una societat musical fundada el 1926 a iniciativa de Pau Casals, juntament amb dirigents de l'Ateneu Politècnic de Barcelona, que tenia per objectiu apropar la música culta a les classes treballadores sense recursos. L'instrument bàsic van ser els concerts oferts per l'Orquestra Pau Casals, que el mateix Casals havia fundat el 1920. Va oferir obres importants amb intèrprets de qualitat en locals de pobles i barris d'arreu del país. Va existir fins al 1939, quan va ser dissolta arran del final de la Guerra civil espanyola.

## Història
El 1925, Pau Casals es proposa de crear una entitat que treballi per a facilitar a la classe obrera, a la pagesia i als estudiants, l'accés a la música (en la línia, en certa manera, de l'obra dels cors de Josep Anselm Clavé). Casals es posà en contacte amb els dirigents de l'Ateneu Polytechnicum i els va proposar de fundar l'associació: estaria administrada i dirigida pels mateixos obrers, sense intervencions externes. Per una petita quota (sis pessetes l'any, en un moment que un obrer qualificat cobrava unes deu pessetes el dia), els associats tenien dret a l'assistència a sis concerts (sortia a pesseta el concert) que donaria l'Orquestra Pau Casals i als quals podrien sentir els millors solistes i directors internacionals, amb uns programes acurats i rigorosos.
El projecte incloïa que l'associació arribés a tenir una seu pròpia (a l'Ateneu), amb biblioteca, escola de música, cor i orquestra (que era l'Orquestra Pau Casals) i la publicació d'una revista escrita pels socis, que es va titular Fruïcions, entre 1927 i 1932. Acceptada la proposta, l'associació es constituí i tingué un èxit immediat: va arribar a tenir 3.000 socis i va arribar a 300.000 espectadors en els seus deu anys d'existència.
En formaven part els assalariats amb un sou igual o inferior a 500 pessetes mensuals.
Els concerts es feien al Palau de la Música Catalana i al Teatre Circ Olympia, que tenia més cabuda. Sempre es feien els diumenges al matí. L'entrada a aquests concerts estava reservada als socis: un dels objectius de Casals era que l'obrer els sentís totalment seus i que el públic fos homogeni, evitant que la barreja de classes o l'exhibició de luxe habituals en altres auditoris destorbés l'experiència del concert. El primer concert va ser el 16 de maig de 1926, al Palau.
Cada any es feien dues temporades de tres concerts cadascuna: tres concerts a la tardor (entre octubre i novembre) i tres a la primavera (abril i maig). A més, hi havia alguns concerts extraordinaris (el 1935, en ocasió dels cent concerts donats, per exemple).
Amb la quota, l'Associació col·laborava en el manteniment de l'Orquestra Pau Casals. A banda, els mateixos associats van crear una orquestra d'aficionats que va assolir un nivell de qualitat considerable.
L'èxit de l'A.O.C. va ser immediat i va arribar a crear filials a altres ciutats catalanes. La transcendència de l'associació, unit al prestigi de Casals, va fer que molt dels solistes que venien a Barcelona per a tocar amb l'Orquestra Pau Casals, volguessin també tocar en els concerts de l'Associació, sense cobrar, o oferir recitals exclusivament per a ells. Altres associacions van prendre-la com a model a l'estranger.
La guerra civil va interrompre els concerts: l'Orquestra Pau Casals va donar l'últim concert el 1936. El 1937 l'Associació va programar alguns recitals de música de cambra: l'últim, el 6 de juny, amb Mercè Plantada i Pere Vallribera al piano, al Palau de la Música. Després de la guerra, l'Associació va quedar dissolta.